# 吉利支丹大名
吉利支丹大名（日语：／ Kirishitan-daimyō）乃是日本從戰國時代至江戶時代初期期間信仰天主教，並接受洗禮的大名。具代表性的吉利支丹大名有高山右近、大友宗麟（義鎮）、大村純忠、有馬晴信、小西行長、黑田孝高、蒲生氏鄉、筒井定次等人。

## 戰國時代
1549年8月15日西班牙籍天主教傳教士、耶穌會創始人之一的聖方濟·沙勿略，在日本友人彌次郎的引介下，輾轉抵達九州鹿兒島。他一方面向各戰國大名要求宣教許可，一方面又以圓滑手法向各大名本身傳教。後進的傳教士也是在日本各地謁見各大名藩主，一邊要求傳教許可，一邊向大名藩主們傳教。為了獲取大名諸侯們的歡心，這些傳教士以南蠻貿易、槍砲彈藥（尤其日本不出產製造炸藥用的硝石）等做為利益交換的籌碼，這些大名諸侯既能獲得利益，便欣然入教受洗。在這些吉利支丹大名的轄下領地中，基督教的推行特別顯著、有效。另外在傳教過程中，與南蠻貿易毫無關係的內陸地方大名藩主被基督教教義或吉利支丹大名（特別是高山右近）的品德感化的人數也與日俱增。
這些吉利支丹大名所轄的領地裡，破壞燒燬寺院、神社，以及冒瀆僧侶的事件層出不窮。譬如大村純忠下令針對轄內的寺社佛像大規模地破壞，這些事件皆可在文獻《大村鄉村記》、路易斯·弗洛伊斯在1563年11月14日所作的報告書等一窺其貌。這種「撲滅異教」的破壞行為雖出自吉利支丹大名自身的意願，但傳教士的唆使暗示，亦是間接的原因。
反觀信奉佛教和神道的大名諸侯聽取僧侶的意見，將外來的基督教視為「異教」而鎮壓，反而造成兩邊教徒信眾間的憎惡與對立。1587年7月24日豐臣秀吉下達伴天連追放令後，吉利支丹大名遭受強大的政治壓力，許多人遭改易解職，或者被迫改信佛教、神道，整個日本進入鎮壓禁止基督教的時期。

## 江戶時代
進入江戶時代後，幕府於1613年（慶長18年）發出禁教令，拒絕放棄信教的高山右近最後遭流放至菲律賓馬尼拉，而有馬晴信則遭流放至甲斐國初鹿野，復因岡本大八事件被家臣斬首。後來，吉利支丹大名不復存在。這些大名領轄境內的吉利支丹被迫改信佛教，卻成為「隱匿基督徒」。最著名的例子莫過於島原之亂，許多基督徒在這次一揆抗爭中慘遭殺害。

## 腳註
1. ↑  這是吉利支丹教徒的記錄，但是日本這一方的記錄則為切腹。

## 外部連結
- （日語）キリシタン大名髙山右近研究室（页面存档备份，存于）